# Reinier Jesus Carvalho
Reinier Jesus Carvalho (Brasilia, 19 januari 2002) - alias Reinier - is een Braziliaans voetballer die doorgaans als offensieve middenvelder speelt. Hij tekende in januari 2020 een contract tot medio 2026 bij Real Madrid, dat circa €30.000.000,- voor hem betaalde aan Flamengo. Hij werd eerder door de Spaanse recordkampioen verhuurd aan het Duitse Borussia Dortmund en wordt tijdens het seizoen 2022/23 uitgeleend aan Girona.

## Clubcarrière
Reinier is afkomstig uit de jeugdopleiding van Flamengo. Hij speelde op 31 juli 2019 zijn eerste wedstrijd voor de club, tegen Emelec in de Copa Libertadores. Hij debuteerde op 4 augustus 2019 in de Braziliaanse Série A, tegen Bahia.
 Zijn eerste doelpunt volgde op 7 september 2019. Hij maakte toen de 0–3 in een met diezelfde cijfers gewonnen competitiewedstrijd uit bij Avaí.
Reinier speelde een halfjaar in het eerste van Flamengo, waarin hij zes keer scoorde in veertien competitiewedstrijden. Hij tekende in januari 2020 vervolgens een contract tot medio 2026 bij Real Madrid, waar hij onder anderen landgenoten Éder Militão, Marcelo, Casemiro, Vinícius Júnior en Rodrygo aantrof. De Spaanse club betaalde circa €30.000.000,- voor hem aan Flamengo.

## Clubstatistieken
| Seizoen     | Club                | Competitie       | Competitie | Competitie | Competitie | Beker | Beker | Beker | Internationaal | Internationaal | Internationaal | Totaal | Totaal | Totaal |
| Seizoen     | Club                | Competitie       | Wed.       | Dlp.       | Ass.       | Wed.  | Dlp.  | Ass.  | Wed.           | Dlp.           | Ass.           | Wed.   | Dlp.   | Ass.   |
| ----------- | ------------------- | ---------------- | ---------- | ---------- | ---------- | ----- | ----- | ----- | -------------- | -------------- | -------------- | ------ | ------ | ------ |
| 2019        | Flamengo            | Série A          | 14         | 6          | 2          | 0     | 0     | 0     | 1              | 0              | 0              | 15     | 6      | 2      |
| Club Totaal | Club Totaal         | Club Totaal      | 14         | 6          | 2          | 0     | 0     | 0     | 1              | 0              | 0              | 15     | 6      | 2      |
| 2019/20     | Real Madrid         | Primera División | 0          | 0          | 0          | 0     | 0     | 0     | —              | —              | —              | 0      | 0      | 0      |
| Club Totaal | Club Totaal         | Club Totaal      | 0          | 0          | 0          | 0     | 0     | 0     | 0              | 0              | 0              | 0      | 0      | 0      |
| 2020/21     | → Borussia Dortmund | Bundesliga       | 14         | 1          | 1          | 3     | 0     | 0     | 2              | 0              | 0              | 19     | 1      | 1      |
| 2021/22     | → Borussia Dortmund | Bundesliga       | 13         | 0          | 0          | 2     | 0     | 0     | 5              | 0              | 0              | 20     | 0      | 0      |
| Club Totaal | Club Totaal         | Club Totaal      | 27         | 1          | 1          | 5     | 0     | 0     | 7              | 0              | 0              | 39     | 1      | 1      |
| 2022/23     | → Girona            | Primera División | 18         | 2          | 1          | 0     | 0     | 0     | —              | —              | —              | 18     | 2      | 1      |
| Club Totaal | Club Totaal         | Club Totaal      | 18         | 2          | 1          | 0     | 0     | 0     | 0              | 0              | 0              | 18     | 2      | 1      |
| 2023/24     | → Frosinone         | Serie A          | 22         | 2          | 2          | 1     | 1     | 0     | —              | —              | —              | 23     | 3      | 2      |
| Club Totaal | Club Totaal         | Club Totaal      | 22         | 2          | 2          | 1     | 1     | 0     | 0              | 0              | 0              | 23     | 3      | 2      |
| 2024/25     | → Granada           | Primera División | 24         | 1          | 4          | 1     | 0     | 0     | —              | —              | —              | 25     | 1      | 4      |
| Club Totaal | Club Totaal         | Club Totaal      | 24         | 1          | 4          | 1     | 0     | 0     | 0              | 0              | 0              | 25     | 1      | 4      |
| 2025        | Atlético-MG         | Série A          | 1          | 0          | 0          | 0     | 0     | 0     | 1              | 0              | 1              | 2      | 0      | 1      |
| Club Totaal | Club Totaal         | Club Totaal      | 1          | 0          | 0          | 0     | 0     | 0     | 1              | 0              | 1              | 2      | 0      | 1      |
| TOTAAL      | TOTAAL              | TOTAAL           | 106        | 12         | 10         | 7     | 1     | 0     | 9              | 0              | 1              | 122    | 13     | 11     |

Bijgewerkt t/m 14 april 2021

## Interlandcarrière
Reinier speelde voor diverse Braziliaanse nationale jeugdselecties. Hij maakte zes treffers in tien interlands in Brazilië –17.

## Erelijst
| Competitie                    |          |          |          |          |
| Competitie                    | Aantal   | Jaren    |          |          |
| Flamengo                      | Flamengo | Flamengo | Flamengo | Flamengo |
| ----------------------------- | -------- | -------- | -------- | -------- |
| Campeonato Brasileiro Série A | 1x       | 2019     |          |          |
| CONMEBOL Libertadores         | 1x       | 2019     |          |          |
| Real Madrid                   |          |          |          |          |
| Primera División              | 1x       | 2019/20  |          |          |
| Borussia Dortmund             |          |          |          |          |
| DFB-Pokal                     | 1x       | 2020/21  |          |          |

| Competitie             | Winnaar      | Winnaar      | Runner-up    | Runner-up    | Derde        | Derde        |
| Competitie             | Aantal       | Jaren        | Aantal       | Jaren        | Aantal       | Jaren        |
| Brazilië –23           | Brazilië –23 | Brazilië –23 | Brazilië –23 | Brazilië –23 | Brazilië –23 | Brazilië –23 |
| ---------------------- | ------------ | ------------ | ------------ | ------------ | ------------ | ------------ |
| Olympische Zomerspelen | 1x           | 2020         |              |              |              |              |